# Simple Minds
I Simple Minds sono un gruppo musicale rock britannico formatosi a Glasgow nel 1977 considerato tra i più rappresentativi e influenti degli anni Ottanta e Novanta. In circa quarantacinque anni di carriera ha venduto circa 60 milioni di dischi in tutto il mondo.

## Storia

### Il nome e gli esordi
Originari della Scozia, il gruppo viene fondato dal cantante Jim Kerr e dal chitarrista Charlie Burchill nel 1977 nello loro città natale, a Glasgow. La scelta del nome fu ispirata dal brano di David Bowie intitolato The Jean Genie, che nel testo contiene la frase «He's so simple-minded, he can't drive his module». Ai due, già amici sin dall'infanzia e che in precedenza avevano costituito un gruppo post-punk chiamato "Johnny and the Self Abusers" (e con cui nello stesso anno pubblicarono un unico 45 giri intitolato Saints & Sinners), si uniscono il bassista Derek Forbes, il tastierista Mick MacNeil ed il compagno di scuola e  batterista Brian McGee.
Con questa formazione e prodotti da John Leckie per l'etichetta Zoom Records (in seguito Arista Records) nel 1979 pubblicano l'album d'esordio Life in a Day, che si inserisce nel filone della musica elettronica post-punk (e che risente in modo evidente dell'influenza di Bowie, dei Kraftwerk e dei Roxy Music) e che ottiene un discreto successo. La fama del gruppo continua a crescere con i successivi Real to Real Cacophony (1979), Empires and Dance (1980) e Sons and Fascination/Sister Feelings Call del 1981.
Il carisma del frontman (Jim Kerr) e le atmosfere dark delle loro esibizioni dal vivo, contribuiscono in modo sostanziale alla popolarità dell'intero gruppo, che di lì a poco viene notato da Peter Gabriel (soprattutto per il preziosissimo lavoro di Empires and Dance) che li introduce alla Virgin Records e li sceglie come suo gruppo di supporto durante la tournée del 1980.

### La new wave e il successo internazionale
Dopo i primi quattro album il batterista Brian McGee lascia il gruppo ed a lui si alternano diverse figure, prima dell'inserimento definitivo dell'afro-inglese Mel Gaynor avvenuto durante le registrazioni di New Gold Dream (81-82-83-84) album che, pubblicato nel 1982 e prodotto da Peter Walsh, costituisce un punto di svolta importante nella loro storia in quanto viene considerato tra i lavori più rappresentativi del nascente movimento new wave e da cui i successi di alcuni brani come New Gold Dream e Someone Somewhere in Summertime, contribuirono a consacrare il successo del gruppo sulla scena internazionale.
Altrettanto successo ottiene il successivo album Sparkle in the Rain del 1984, prodotto da Steve Lillywhite. Nella primavera del 1985 pubblicano il singolo Don't You (Forget About Me), scritto da Keith Forsey e incluso nella colonna sonora del film Breakfast Club. È il primo brano inciso dal gruppo a non essere stato scritto da uno dei componenti ed in seguito lo stesso pezzo verrà inciso anche da Billy Idol, che aveva in Forsey uno dei suoi più stretti collaboratori.
Successivamente il bassista Forbes lascia il gruppo e, nonostante ciò, nel 1985 il nuovo album Once Upon a Time giunge in testa alle classifiche di vendita in gran parte del mondo. Il primo singolo estratto, uscito alla fine dell'estate e poco prima dell'intero album, è il famoso Alive and Kicking che rappresenta uno dei brani di maggior successo degli anni ottanta. Il bassista che subentra a Forbes è John Giblin ed a questo album partecipa la cantante afro-americana Robin Clark (sue sono le voci che spesso accompagnano la voce del solista Jim Kerr).
Come batterista nel "Once upon a time live tour" partecipa Mel Gaynor (batterista inglese, classe 1960) che ha collaborato fra gli altri con Tina Turner, Robert Palmer e anche in Italia con Mango.

### L'impegno politico
A metà degli anni ottanta ed in gran parte per iniziativa di Kerr, i Simple Minds iniziano a impegnarsi pubblicamente in politica sostenendo Amnesty International ed organizzando nel Regno Unito e negli Stati Uniti d'America alcuni grandi concerti contro il regime dell'apartheid sudafricano. Di questo periodo è l'album Street Fighting Years, che comprende tra gli altri i brani Mandela Day, in onore del leader anti-segregazionista Nelson Mandela e la cover di Biko un brano del repertorio di Peter Gabriel. Proprio per il loro impegno a favore del rispetto dei Diritti Fondamentali dell'Uomo, il 18 luglio 2022, in Roma hanno ricevuto dall'Associazione di Promozione Sociale African Fashion Gate il Premio la Moda Veste la Pace.

### Dagli anni novanta ai giorni nostri
Tra l'album Street Fighting Years del 1989 e Real Life del 1991, i Simple Minds perdono la collaborazione fondamentale del tastierista McNeil, ispiratore di molte delle melodie degli anni precedenti. Dopo Real Life, contenente brani di enorme successo quali Let There Be Love e See the Lights, arriva un chiaro segno di svolta con l'album Good News from the Next World dove il suono delle tastiere viene rimpiazzato dalle note dirette e immediate delle chitarre di Burchill a sua volta rimasto l'unico compositore delle musiche del gruppo. Tuttavia, i singoli She's a River e Hypnotized scalano le classifiche di mezza Europa.
A questo punto della loro carriera inizia un periodo di lento declino. Il cambio di etichetta discografica, fortemente voluto nel 1995 da Kerr dopo anni dedicati alla Virgin Records, costringe, ancora oggi, il gruppo a trovarsi in una situazione instabile, pubblicando ciascun album con etichette discografiche di minor importanza che non hanno mai saputo dare loro il giusto supporto commerciale. Inoltre, dopo una carriera ventennale, l'ispirazione viene a mancare; Kerr ha un vuoto compositivo e il periodo che ne segue lo rispecchia in parecchi aspetti. Nel 1998 il gruppo pubblica l'album Néapolis, preceduto dal singolo Glitterball, che non ottiene grande successo.
L'album Our Secrets Are the Same, che doveva essere il successivo, non viene pubblicato perché rifiutato dalla casa discografica. Seguono l'album di cover Neon Lights nel 2001 e Cry nel 2002, album che sancisce una lenta ma nuova rinascita della band. Con Kerr trasferitosi in pianta stabile a Taormina (dove nel frattempo ha costruito anche un suo albergo alle pendici dell'Etna), il gruppo si affida anche alla collaborazione di musicisti locali.
Nel 2005 viene pubblicato l'album Black & White 050505 preceduto dal singolo Home.
Il 25 maggio 2009 è uscito Graffiti Soul, che segna la seconda collaborazione con il produttore Jez Coad, dopo Black&White 050505.
Tra il 2012 e il 2013 i Simple Minds si trovano a registrare brani nuovi presso gli studi della Real World di Peter Gabriel a Bath.
Nell'ottobre 2012 la band scozzese annuncia un Greatest Hits Tour di 30 date nel Regno Unito, con partenza da Dublino il 25 marzo 2013 fino all'ultima data del 4 maggio ad Ipswich. L'inizio del tour inglese coincide con la pubblicazione del triplo cd Celebrate: The Greatest Hits (Virgin Records), per celebrare i 35 anni di carriera. La serie di concerti riprende nel settembre 2013 ad Hyde Park a Londra. Fino alla fine di febbraio 2014, i Simple Minds toccheranno Brasile, Usa, Canada, SudAfrica, Scozia, Danimarca, Belgio, Germania, Svezia, Norvegia.
Il 31 ottobre 2014 esce Big Music, con primo singolo estratto Honest Town, che segna il ritorno della band ad una serie di convincenti composizioni ed atmosfere che rimandano ai loro migliori lavori. L'energia di un tempo sembra magicamente ritrovata.
Quasi contemporaneamente parte il lungo "Big Music Tour" che si inserisce nella proverbiale tradizione "live" del gruppo.
Terminato il tour di supporto a Big Music, la band, nei primi mesi del 2016 torna in studio di registrazione per dar forma ad un nuovo album di studio, che vede la luce nel 2018. Nel frattempo, il gruppo torna sul mercato discografico con un album acustico, il primo della loro carriera. Il giorno 11 novembre 2016, infatti, viene pubblicato Simple Minds Acoustic, ovvero 12 successi della band rivisitati in chiave acustica. Il tour promozionale parte il 9 aprile da Essen, toccando anche l'Italia con sei date in aprile a Torino, Ancona, Roma, Bologna, Firenze e Milano.
Il 21 ottobre 2022 esce Direction Of The Heart, il loro diciottesimo album in studio, preceduto dai singoli Vision Thing e First You Jump.

## Discografia

### Album in studio
- 1979 - Life in a Day (Zoom Records)
- 1979 - Real to Real Cacophony (Arista Records)
- 1980 - Empires and Dance (Arista Records)
- 1981 - Sons and Fascination/Sister Feelings Call (Virgin Records)
- 1982 - New Gold Dream (81-82-83-84) (Virgin Records)
- 1984 - Sparkle in the Rain (Virgin Records)
- 1985 - Once Upon a Time (Virgin Records)
- 1989 - Street Fighting Years (Virgin Records)
- 1991 - Real Life (Virgin Records)
- 1995 - Good News from the Next World (Virgin Records)
- 1998 - Néapolis (Chrysalis Records/EMI)
- 1999 - Our Secrets Are The Same (Virgin Records)
- 2001 - Neon Lights (Eagle Records)
- 2002 - Cry (Eagle Records)
- 2005 - Black & White 050505 (Sanctuary Records)
- 2009 - Graffiti Soul (Universal Records)
- 2014 - Big Music (Sony Music)
- 2016 - Acoustic
- 2018 - Walk Between Worlds (BMG Rights Management)
- 2022 - Direction of the Heart (BMG Rights Management)

## Formazione

### Formazione attuale
- Jim Kerr - voce (1977-presente)
- Charlie Burchill - chitarra (1977-presente)
- Ged Grimes - basso (2010-presente)
- Cherisse Osei - batteria (2017-presente)
- Erik Ljunggren - tastiere (2024-presente)
- Sarah Brown - cori (2009-presente)
- Gordy Goudie - chitarra, cori (2001-presente)

### Ex membri
- John Milarky - chitarra, voce, sassofono (1977)
- Alan MacNeil - chitarra (1977)
- Duncan Barnwell - chitarra (1978)
- Tony Donald - basso (1977-1978)
- Derek Forbes - basso (1978-1985, 1996-1998)
- John Giblin - basso (1985-1989)
- Malcolm Foster - basso (1989-1995)
- Eddy Duffy - basso (1999–2010)
- Mick MacNeil - tastiere (1978-1990)
- Mark Taylor - tastiere (1991-1999, 2005-2007)
- Andy Gillespie - tastiere (2002-2005, 2007-2016)
- Catherine AD - tastiere, cori (2014-2018)
- Berenice Scott - tastiere (2020-2023)
- Brian McGee - batteria (1977-1981)
- Kenny Hyslop - batteria (1981-1982)[6]
- Mike Ogletree - batteria (1982)
- Mel Gaynor - batteria (1982-1991, 1997-1998, 2002-2016)
- Timothy Scott Bennett - batteria (1993)
- Mark Schulman - batteria (1994-1995)
- Mark Kerr - batteria (1999)